# Schweizersbild
Koordinaten: 47° 43′ 26,2″ N, 8° 38′ 24″ O; CH1903: 690137 / 286617

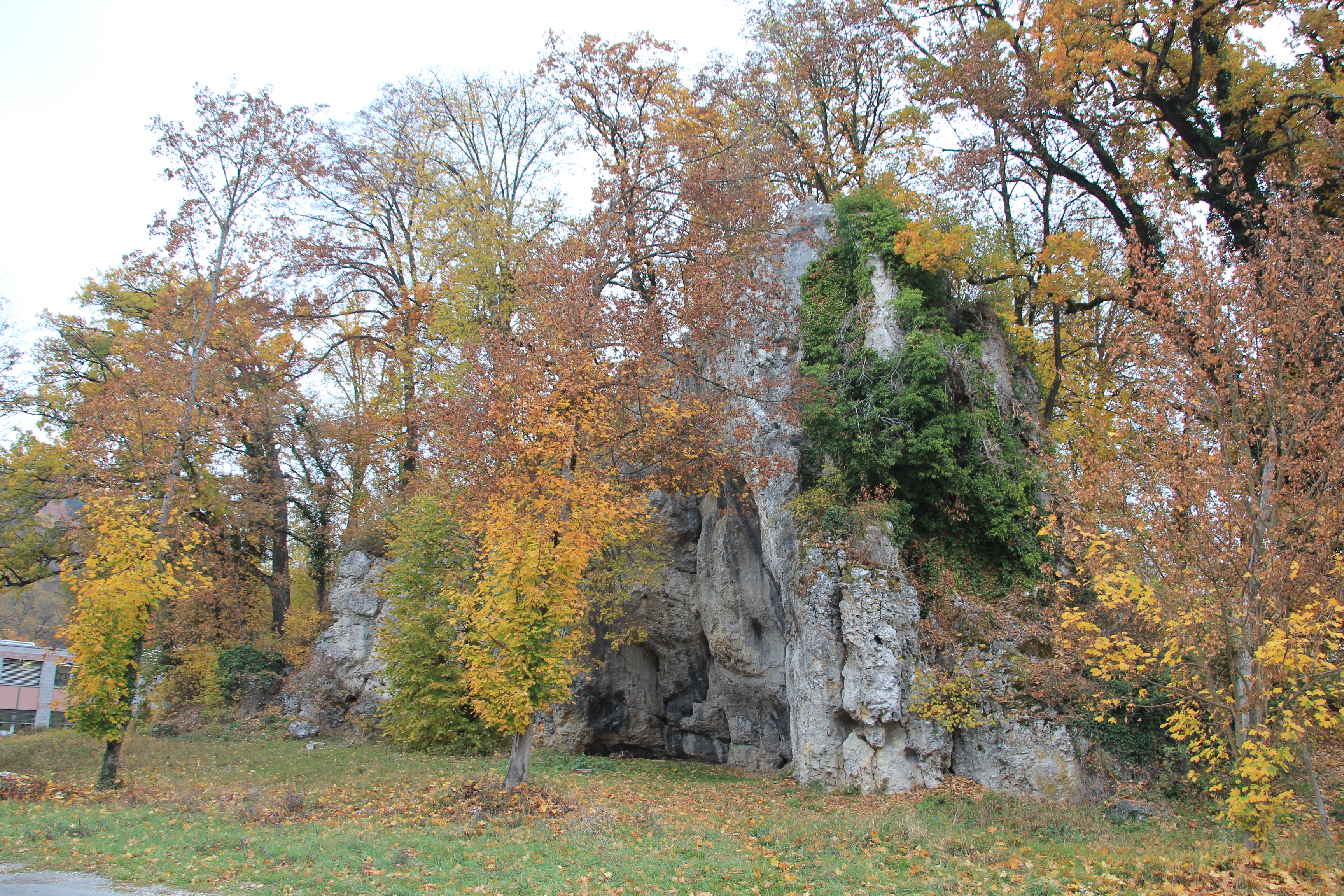
Die Fundstelle am Fuss des Felsens

Magdalenienfundstelle Nr. 30

Schweizersbild ist der Name eines urgeschichtlichen Fundorts im Quartier Herblingen der Stadt Schaffhausen in der Schweiz. Die paläolithische Fundstelle liegt heute am Rand einer Gewerbezone in der Nähe der Ausfahrt Schweizersbild der Nationalstrasse A4. Sie gehört dem Kanton Schaffhausen  und ist ein Objekt der Kategorie A, KGS-Nr. 04388, verzeichnet in der Liste der Kulturgüter in Schaffhausen.

## Name
Der Name Schweizersbild wird auf die Stiftung eines Schaffhauser Bürgers namens Schwytzer zurückgeführt. Er liess im Mittelalter ein Häuschen um ein Heiligenbild errichten. Im Laufe der Zeit ging der Name Schwytzers auf die Felsen über. Das Häuschen wurde im 19. Jahrhundert abgebrochen.

## Abri
Der Abri liegt in der Nähe einer Quelle am Fuss zweier markanter Felsköpfe. Er wird durch eine 16 Meter hohe Felswand gebildet. Das vorkragende Felsdach, unter dem Jäger und Sammler Schutz suchen konnten, überdeckt heute noch 60 m². Die von Bächen durchzogenen Wälder waren reich an Jagdwild.

## Entdeckung

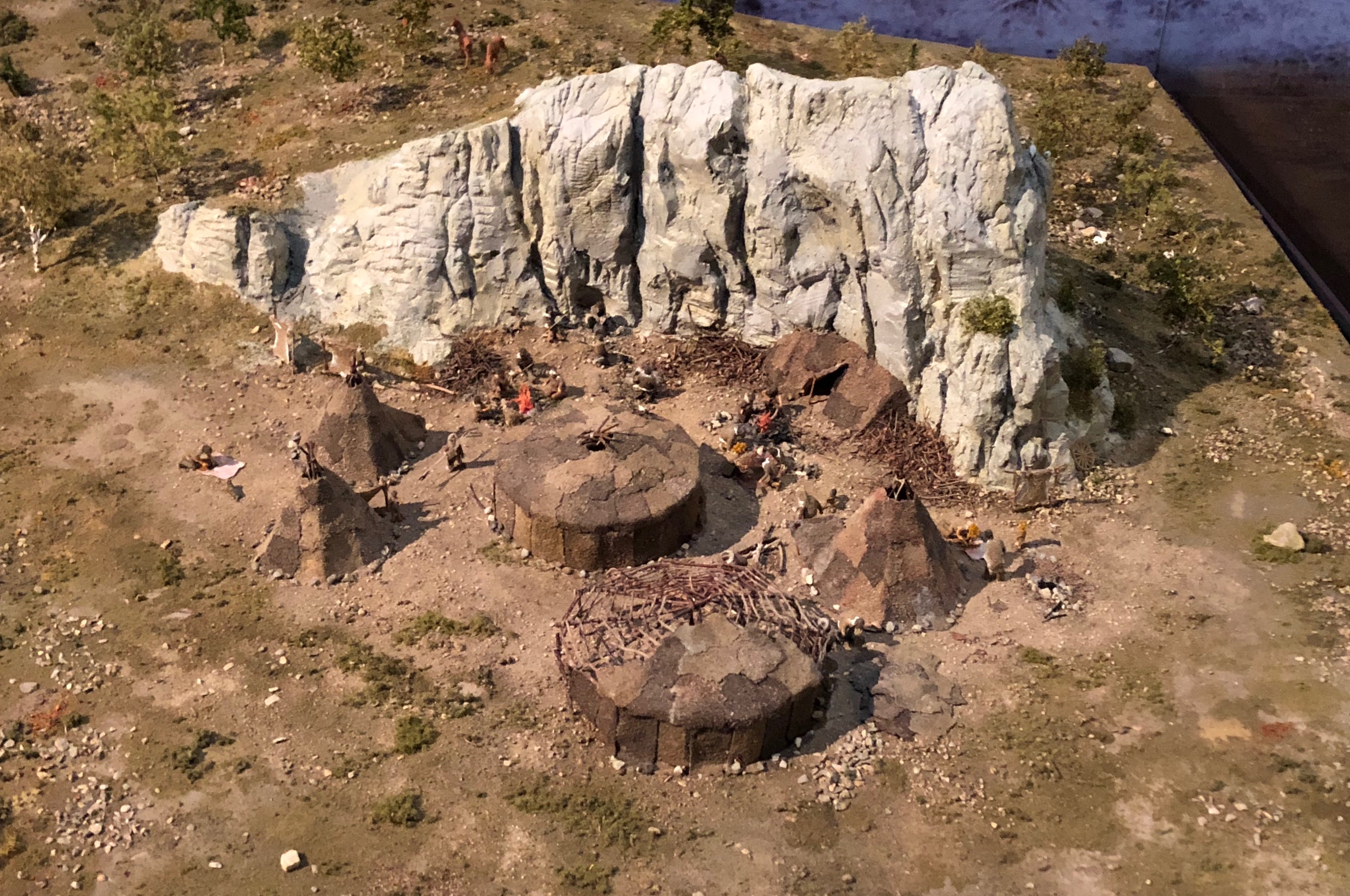
Modell des steinzeitlichen Lagers im Museum zu Allerheiligen

Jakob Nüesch entdeckte den früheren Lagerplatz von Rentierjägern 1891. Zwischen 1891 und 1893 führte er Grabungen durch. Es fanden sich bedeutende Siedlungsspuren aus der Zeit des Magdalénien, eines jüngeren Abschnitts des Jungpaläolithikums, etwa 12‘000 Jahre v. Chr.
1895 veröffentlichte August Hedinger die Resultate geologischer Untersuchungen prähistorischer Artefakte des Schweizerbildes, sie erschienen als Denkschrift der Schweizer Naturfreunde Gesellschaft.

## Grabungen

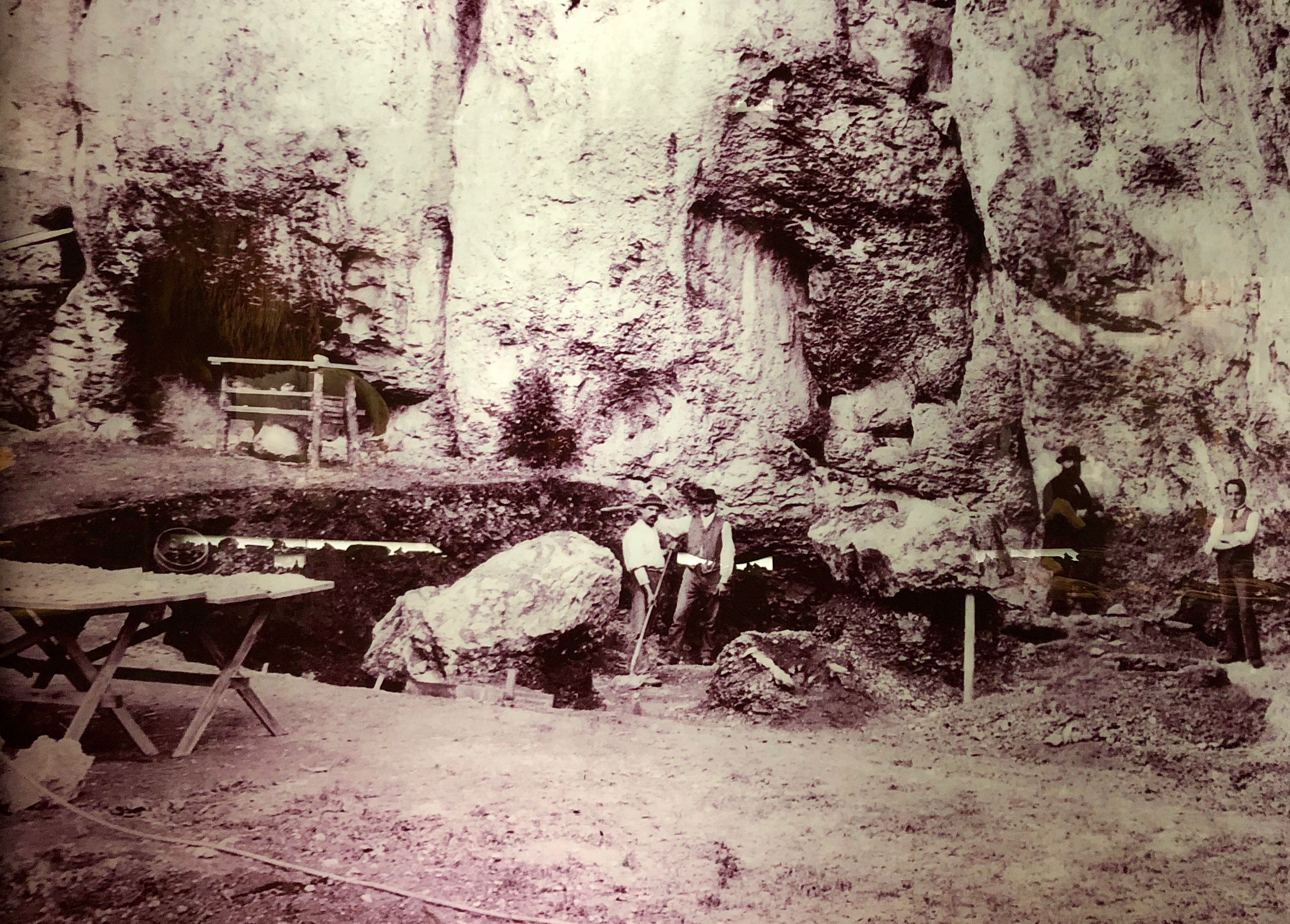
Ausgrabungen um 1892

Wie im nahe gelegenen Kesslerloch kamen zahlreiche Knochen- und Steinwerkzeuge, Abfälle von Geweih- und Feuerstein bearbeitung sowie Schmuckstücke zum Vorschein. Die oberste Schicht bestand aus nacheiszeitlichen Funden (u. a. neolithischen Gräbern). Darunter folgte eine weitgehend artefaktfreie Nagetierschicht über eiszeitlichem Schotter. Es wurden Reste u. a. vom Eisfuchs, Rentier, Wildpferd, Schneehasen und ein Rippenfragment eines Wollnashorns gefunden. In der weiteren Umgebung wurde bei Flurlingen in den Kalktuffbrüchen der Unterkiefer eines Nashorns gefunden.
An menschlichen Artefakten wurden ein Kindergrab, eine Feuerstelle, ein Feuersteinschlagplatz sowie mehrere hundert Feuersteingeräte gefunden. Weiter wurden Kerbspitzen, Geräte aus Knochen und Geweih wie Geschossspitzen, Harpunen, Meissel, Lochstäbe, Nadeln und Schmuck ausgegraben. Einige Fundstücke sind im Museum zu Allerheiligen in Schaffhausen ausgestellt.

## Eiszeitliche Kunst

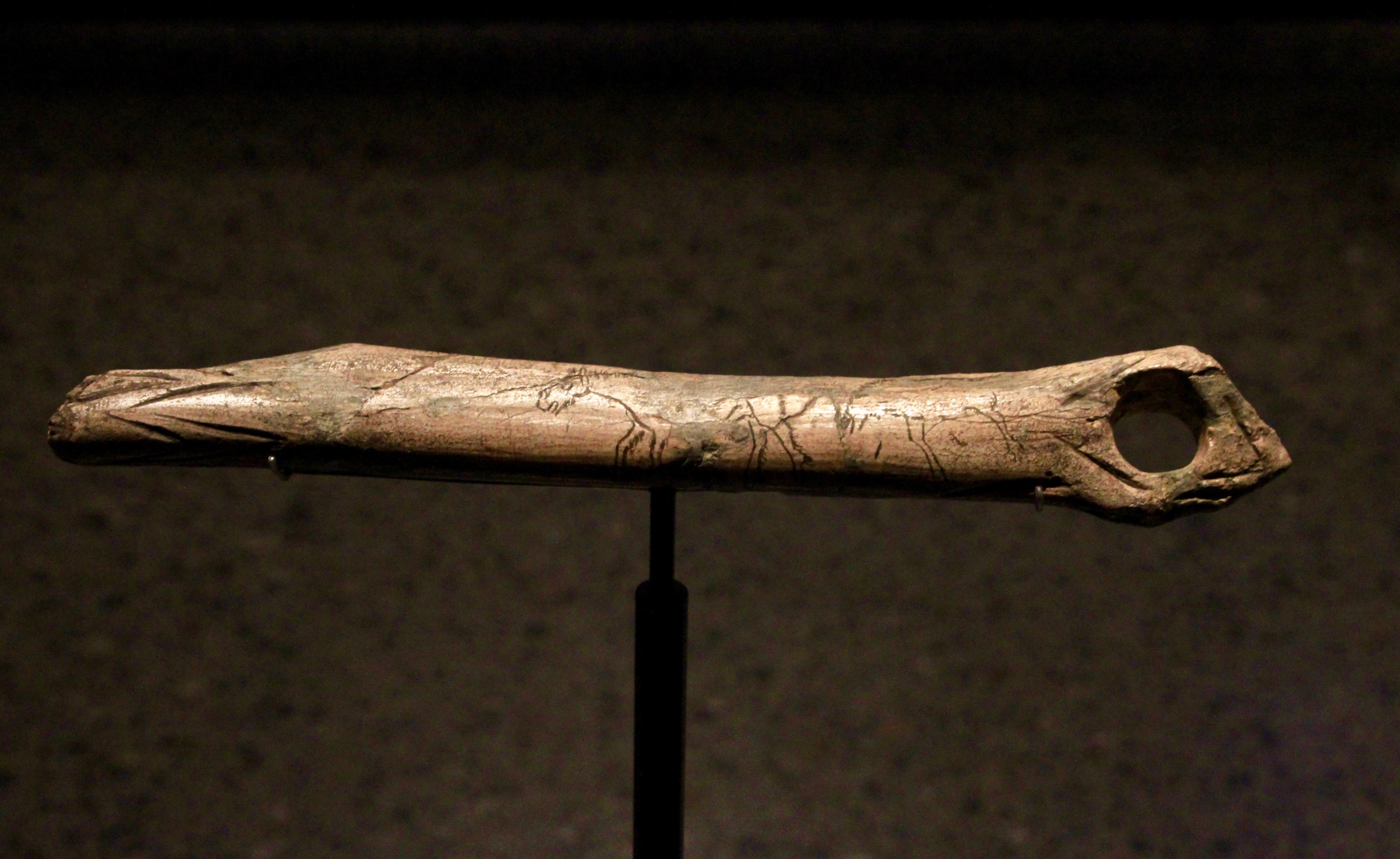
Lochstab mit zwei sich folgenden Wildpferden (Landesmuseum Zürich)
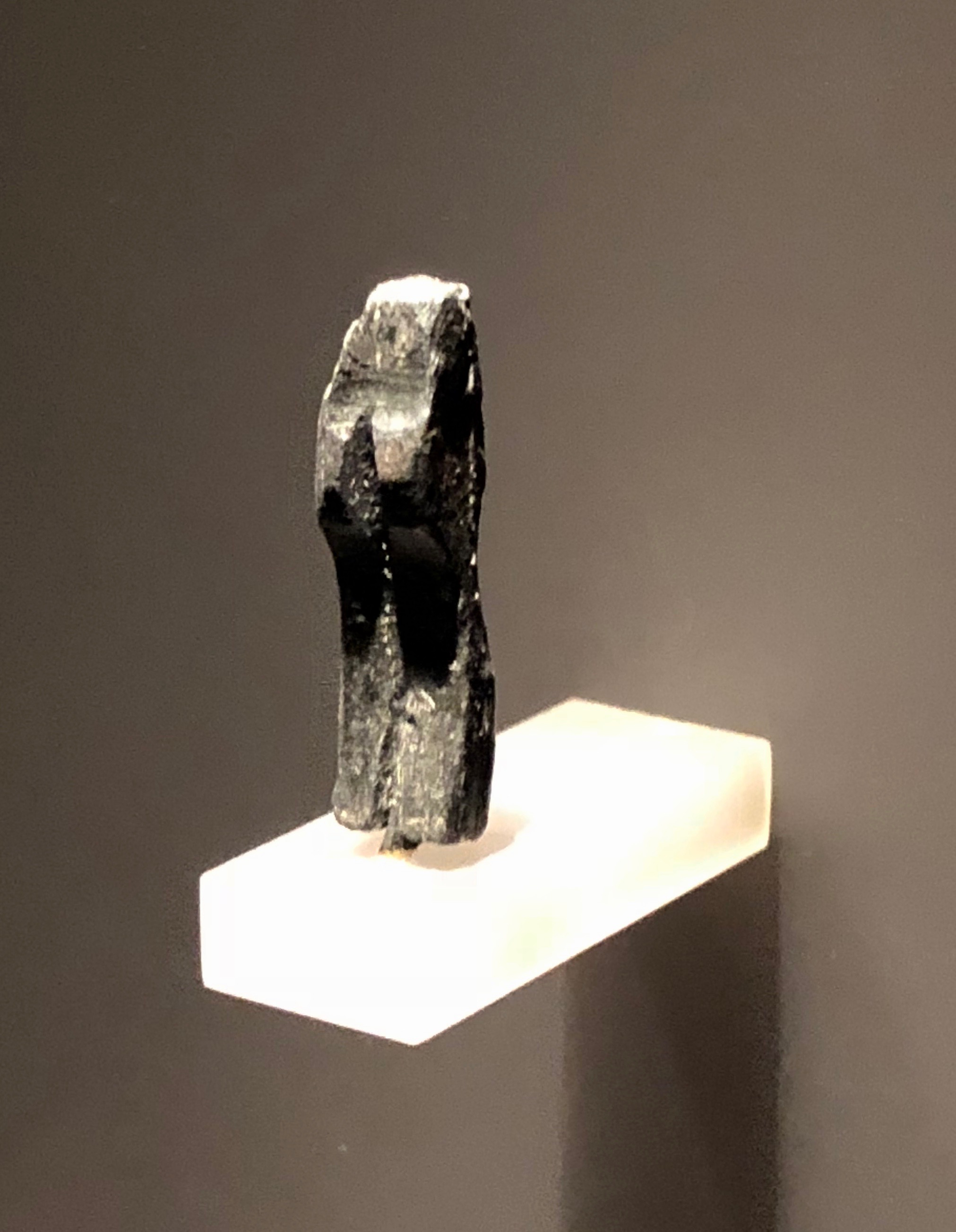
Stilisierte Frauenfigur aus Gagat (Kopie, Original im Museum der Kulturen Basel)
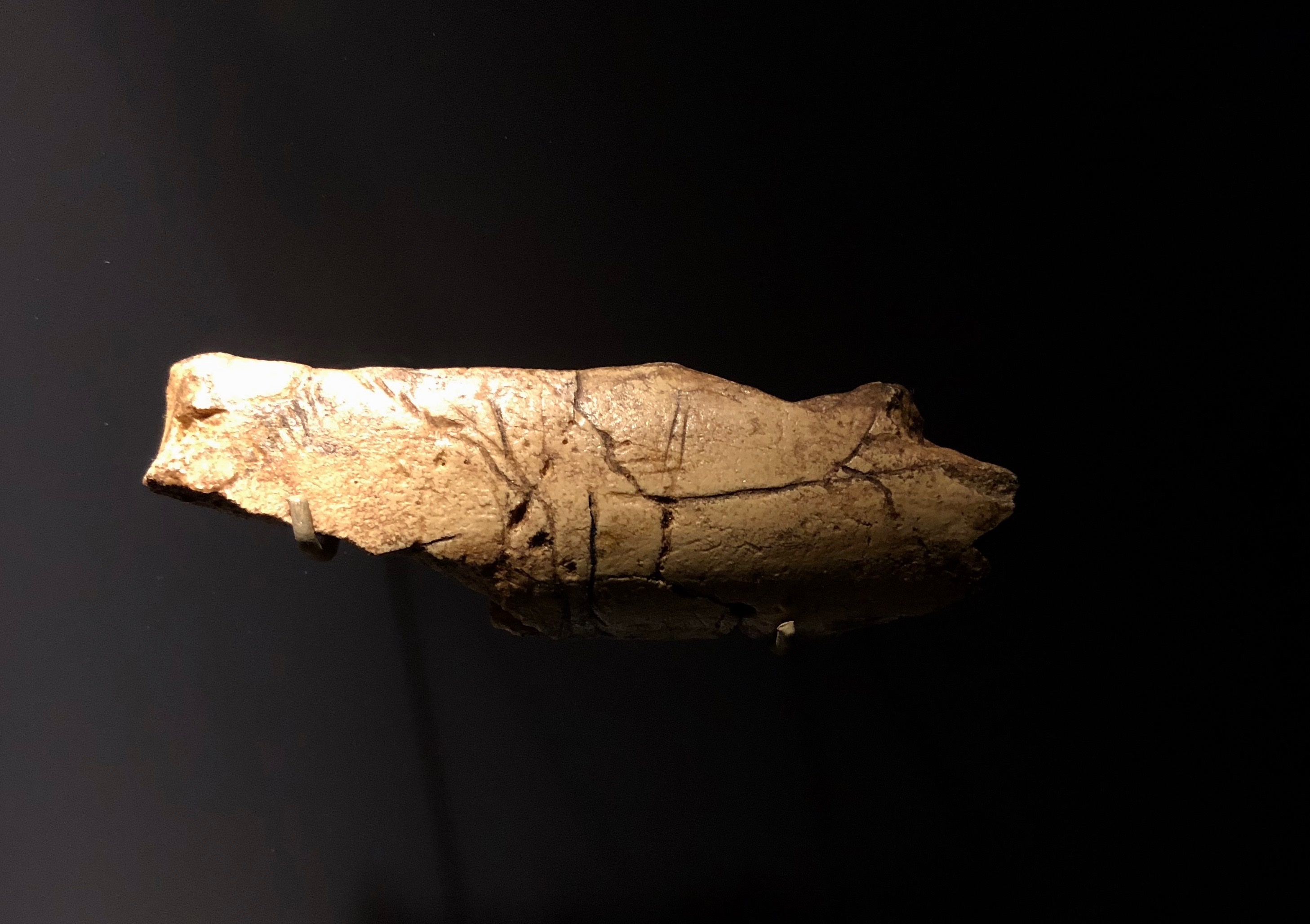
Fragment eines Lochstabs aus Rengeweih
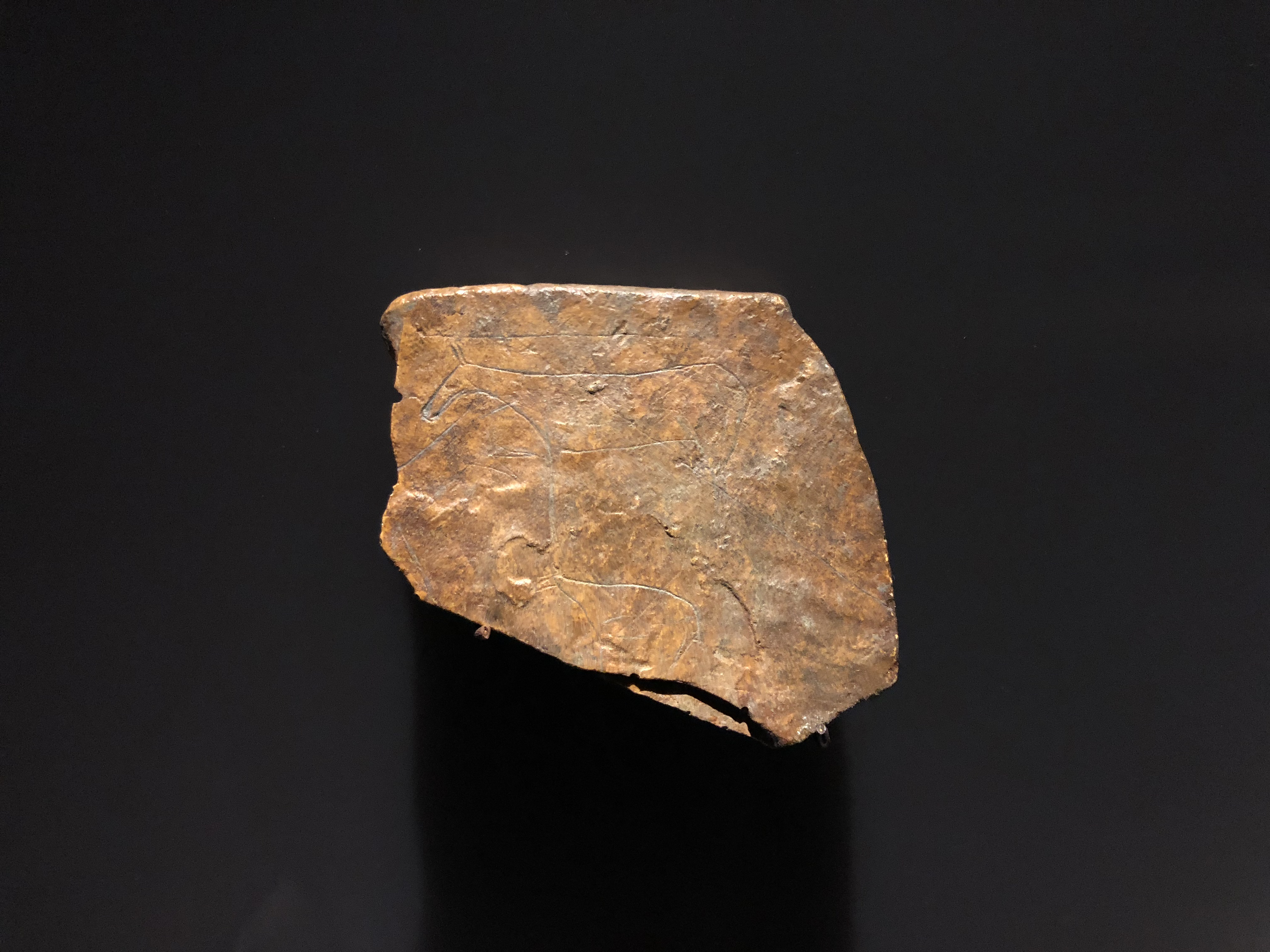
Ritzzeichnung
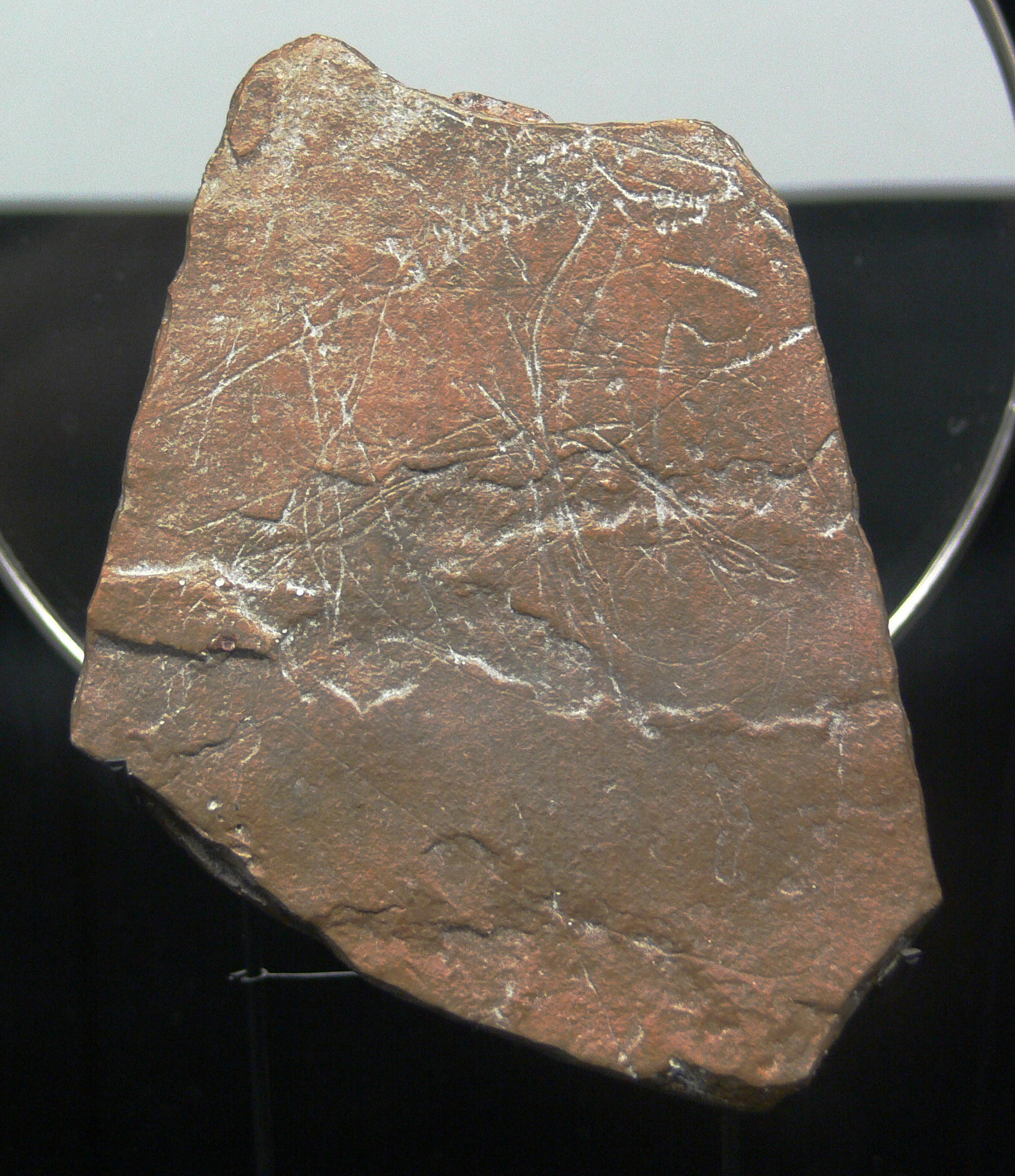
Graviertes Schieferplättchen
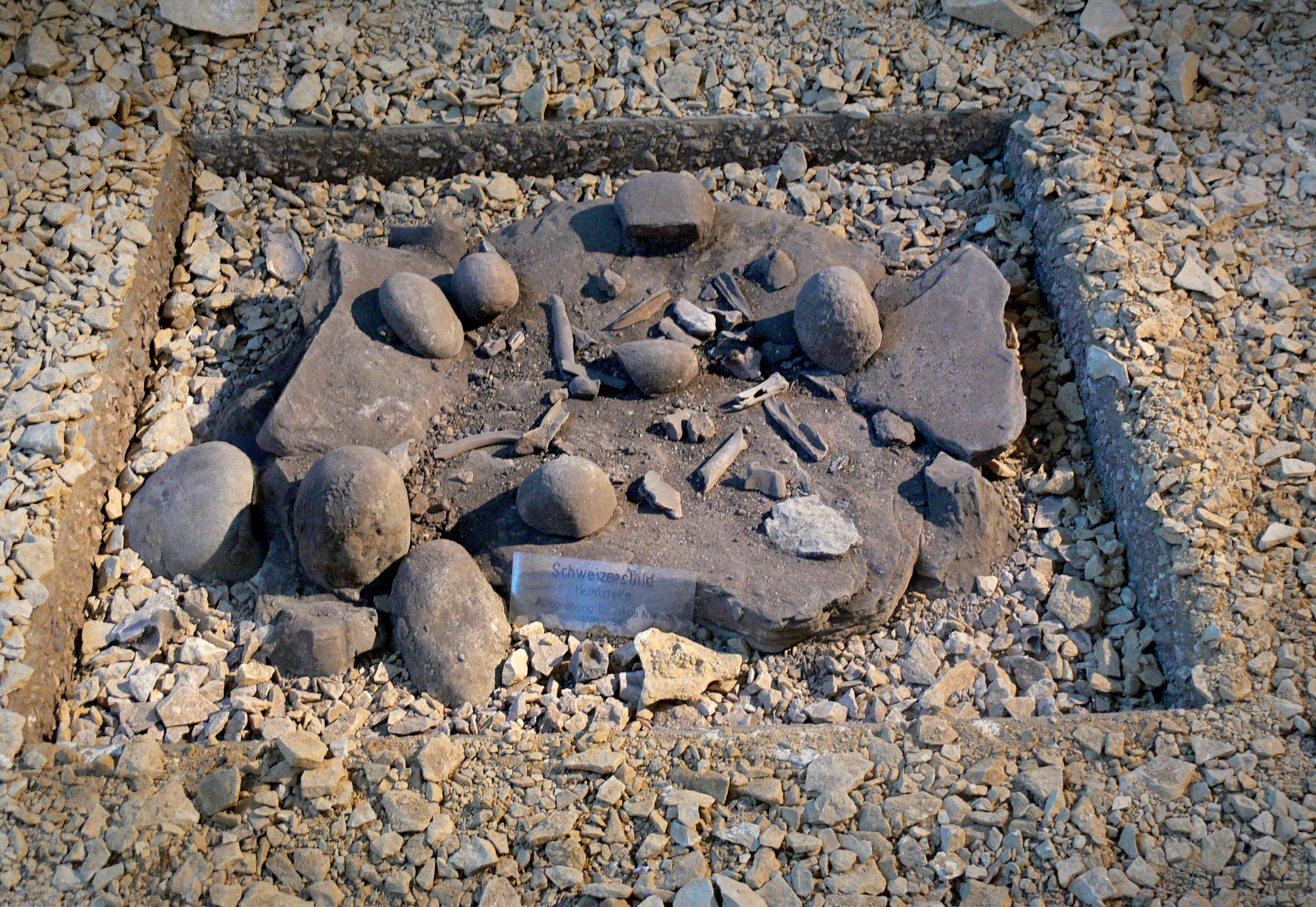
Herdstelle

Fundplätze des Magdalénien

Die Fundstelle Schweizersbild wurde durch ihre Funde eiszeitlicher Kunst bekannt; die Ritzzeichnungen und Skulpturen sind typisch für die Kultur des Magdalénien (16'000 bis 13'000 v. Chr.). Die Gravierungen unterscheiden sich von den Kunstgegenständen, die im Kesslerloch gefunden wurden, durch eine stärkere Stilisierung. Erwähnenswert ist eine kleine Frauenstatuette aus Gagat, einer Form von versteinerter Kohle. Die Statue wurde per Zufall im Aushub der Grabungen als Lesefund entdeckt.

## Kletterfelsen
Die Felsen werden von Kletterern bestiegen. Die 19 Routen in steilem Kalk bieten auch Passagen mit feinen Leisten und kniffligen Stehproblemen.

## Fauna und Flora
2009 wurde mit einer sanften Auslichtung der Bäume und Sträucher begonnen. Die bessere Besonnung dieses Trockenstandortes fördert die Artenvielfalt. Vor allem für wärmeliebende und eher seltene Tier- und Pflanzenarten wie Eidechsen oder Küchenschellen bietet das Schweizersbild einen idealen Lebensraum.